# Jernej Kruder
Jernej Kruder, slovenski športni plezalec, * 5. december 1990, Celje.
Kruder je v balvanih osvojil naslov svetovnega podprvaka na prvenstvu leta 2014 v Münchnu in naslov evropskega prvaka na prvenstvu leta 2020 v Moskvi. Leta 2014 je prejel Bloudkovo plaketo za »pomemben tekmovalni dosežek v športu«. Leta 2018 je postal zmagovalec seštevka svetovnega pokala v balvanih. Decembra 2024 je opravil najtežji slovenski prosti vzpon v 1000-metrski smeri El Corazon na kalifornijski gori El Capitan, ocenjen z 8a po francoski in 5,13b po ameriški lestvici.